# أبحاث أينشتاين غير الناجحة
أجرى ألبرت أينشتاين عدة أبحاث غير ناجحة تتعلّق بالقوة وبالموصلية الفائقة وغيرها من الأبحاث

## النسبية الخاصة
في ورقة بحثية حول النسبية الخاصة عمل عليها آينشتاين في عام 1905، وفي ضوء تعريف محدّد لكلمة «قوّة» (وهو تعريف وصفه آينشتاين في وقت لاحق على أنّه غير مفيد)، وإذا اخترنا الحفاظ على علاقة تسارع الكتلة X = القوة، سنحصل على {\displaystyle \scriptstyle m/(1-v^{2}/c^{2})} كتعبير عن الكتلة العرضية للجسيم المتحرك بسرعة. وهو ما يختلف عن التعبير المقبول اليوم، لأنّه وكما لوحظ في الحواشي التي وجدت على ورقة أينشتاين التي أعيد طبعها في 1913، «من الأكثر أهمية أن يتم تعريف القوّة بطريقة تجعل قوانين الطاقة وكمّيّة الحركة (زخم الحركة) بالشكل الأبسط»، كما حدث، على سبيل المثال، بواسطة ماكس بلانك في عام 1906، عندما قدّم التعبير المألوف الآن للكتلة العرضية {\displaystyle \scriptstyle m/{\sqrt {1-v^{2}/c^{2}}}}.
وكما يشير ميلر، فإنّ هذا التعبير مرادف لتوقعات كلّ من آينشتاين ولورنتز حول الكتلة العرضية. علّق أينشتاين في ورقة بحثيّة عام 1905 أنه «بتعريف القوّة والتسارع بشكل مختلف، يجب أن نحصل بشكل طبيعيّ على تعبيرات أخرى للكتلة. وهذا يدل على أنّه عند مقارنة النظريات المختلفة. يجب أن نمضي بحذر شديد.» 

## الموصليّة الفائقة
نشر أينشتاين (في عام 1922) نظرية نوعيّة حول الموصلية الفائقة مبنيّة على فكرة غامضة حول تشارك الإلكترونات للمدارات نفسها. هذه الورقة سبقت علم ميكانيكا الكم الحديث، وتعتبر اليوم غير صحيحة. فالنظرية الحالية للموصلية الفائقة في درجات الحرارة المنخفضة لم تنجح إلا في عام 1957، وذلك بعد ثلاثين سنة من تأسيس علم ميكانيكا الكم الحديث. ومع ذلك، بقيت الموصليّة الفائقة غير مفهومة بشكلٍ كامل حتّى يومنا هذا ولا تزال النظريات البديلة تُطرح، لا سيما لحساب الموصلات الفائقة في درجة الحرارة العالية.

## الثقوب السوداء
أنكر آينشتاين عدّة مرات أنّه من الممكن تشكّل الثقوب السوداء. فنشر في عام 1939 ورقة تقول أنّ النجم في حالة الانهيار قد يدور بشكل أسرع وأسرع، إلى أن يدور بسرعة الضوء مع طاقة لا نهائية قبل النقطة التي يكون فيها على وشك الانهيار الكامل متحوّلاً لثقب أسود. لم يقتبس أحد من هذه الورقة البحثيّة على أنّها مصدر للمعلومات، ومن المفهوم جيداً أن هذه الاستنتاجات خاطئة. فحجّة آينشتاين بحدّ ذاتها غير مقنعة، فقد أظهر فيها أنّ الأجسام التي تدور بشكل مستقر هي فقط التي يجب أن تدور بشكل متسارع لتبقى مستقرة قبل النقطة التي تنهار فيها. لكن من المفهوم جيداً اليوم (وقد فهم جيدًا من قبل البعض حتى في ذلك الوقت) أنّ الانهيار لا يمكن أن يحدث من خلال الحالة الثابتة كما تصور آينشتاين. ومع ذلك، فإنّ مدى تطابق نماذج الثقوب السوداء في النسبية العامة الكلاسيكية مع الواقع المادي غير واضح، وعلى وجه الخصوص لا تزال الآثار المترتبة على نقطة التفرد المركزي المتضمنة في هذه النماذج غير مفهومة. لم تثمر الجهود -التي بذلت لإثبات وجود آفاق مستقبلية حول هذا الحدث بشكل قاطع- عن أي نجاح.
وبموضوع مرتبط ارتباطاً وثيقاً برفضه للثقوب السوداء، كان آينشتاين يعتقد أنّ استبعاد الحالات الشاذّة قد يقيّد فئة حلول المعادلات الحقلية لفرض الحلول المتوافقة مع ميكانيكا الكم، ولكن لم يتم العثور على مثل هذه النظرية من قبل.

## ميكانيكا الكم
في الأيام الأولى لعلم ميكانيكا الكم، حاول أينشتاين أن يثبت أنّ مبدأ عدم اليقين (مبدأ عدم التحديد) لم يكن صحيحًا. بحلول عام 1927، أصبح مقتنعاً بفائدته، لكنّه كان يعارضها دائماً.

## تناقض إي بي آر
في ورقة علمية عن مفارقة إي بي آر، جادل أينشتاين أنّه لا يمكن لميكانيكا الكمّ أن يكون تمثيلاً واقعياً ومحلّيّاً كاملاً للظواهر، نظراً لتعريفات محددة من «الواقعية»، «المحلية»، و «الاكتمال». أمّا الإجماع الحديث فهو أن مفهوم أينشتاين للواقعية مقيّدٌ جدّاً.

## الثابت الكوني
اعتبر آينشتاين في ورقته البحثية التي نشرت عام 1917 (أساسيات علم الكونيات) أنّ تقديم فكرة الثابت الكوني خطأ فادح. طرحت نظريّة النسبيّة العامّة مبدأ وجود عالم متوسّع أو منكمش، لكن أينشتاين أراد الكون الذي هو مجال ثلاثي الأبعاد لا يتغيّر، مثل سطح كرة ثلاثية الأبعاد في وسط ذو أربعة أبعاد.
أراد ذلك لأسباب فلسفيّة للتماشي مع مبدأ ماخ بطريقة معقولة. واستقرّ في حلّه أخيراً بإدخال ثابت كوني، وعندما ظهر أنّ الكون يتوسع، تراجع عن الثابت الكوني واعتبره خطأ. في الحقيقة لا يعتبر هذا خطأً كبيراً - فالثابت الكوني ضروريّ في إطار النسبيّة العامّة كما هو مفهوم حاليّاً، ويعتقد على نطاق واسع أنّ له قيمة غير صفريّة اليوم.

## عمل مينكوسكي
لم يقدِّر أينشتاين على الفور قيمة الصيغة رباعية الأبعاد التي وضعها مينكوفسكي للنسبية الخاصة، على الرغم من أنّه اعتمد عليها خلال بضع سنوات في نظريّته للجاذبيّة.

## عمل هايزنبرغ
اعتقد آينشتاين أنّ ميكانيكا المصفوفة لهايزنبيرغ كانت خاطئة باعتبارها شكليّاً للغاية. ولكنّه عاد ليغيّر رأيه عندما أظهر شرودنغر وآخرون أنّ صيغة معادلة شرودنغر التي تعتمد على ازدواجية الموجة والجسيم، كانت مطابقة لمصفوفات هايزنبرغ.

## نظريّة الحقل الموحّد
أمضى أينشتاين سنوات عديدة في اتبّاع نظريّة الحقل الموحّد في محاولة لتفسير قوّة الجاذبية والقوّة الإلكترومغناطيسيّة في بنية رياضية شاملة واحدة، ونشر العديد من الأبحاث حول هذا الموضوع، دون أي نجاح يذكر.